# دانشگاه مذاهب اسلامی
دانشگاه بین‌المللی مذاهب اسلامی  وابسته به مجمع جهانی تقریب مذاهب اسلامی  و با هدف تقریب بین مذاهب اسلامی به پیشنهاد آیت الله  محمد واعظ زاده خراسانی اولین دبیر کل مجمع تقریب مذاهب اسلامی  و با موافقت آیت الله سید علی خامنه‌ای، رهبر جمهوری اسلامی ایران، بنیاد نهاده شد. اساسنامه این دانشگاه در سال ۱۳۷۱ در شورای عالی انقلاب فرهنگی تصویب شد، پذیرش در کلیه مقاطع  کارشناسی، کارشناسی ارشد و دکتری از طریق سازمان سنجش صورت می‌پذیرد  افزون بر آن  برای طلاب دارای  آزمون اختصاصی در هر سه مقطع کارشناسی، کارشناسی ارشد و دکتری می باشد که هر ساله این آزمون به صورت مشترک و هماهنگ در تمام شعب دانشگاه برگزار می گردد.  
طبق مصوبه شورای عالی انقلاب فرهنگی در سال ۱۴۰۱ مبنی بر اصلاح اساسنامه دانشگاه مذاهب اسلامی عبارت غیرانتفاعی، از عنوان دانشگاه حذف گردید و کلمه بین‌المللی بعد از عنوان دانشگاه افزوده شد، همچنین بر اساس این مصوبه، تأسیس شعب و مراکز خارج از کشور امکان‌پذیر خواهد بود.
ساختمان مرکزی دانشگاه در تهران مستقر می‌باشد و همچنین نظر به نیاز شعب در مناطق با جمعیت بالای اهل تسنن در زاهدان، سنندج، بندرعباس و گنبدکاووس دارای شعبه می‌باشد. ریاست این دانشگاه هم‌اکنون با دکتر محمدهادی فلاح‌زاده دکترای  جامعه‌شناسی فرهنگی و عضو هیئت علمی دانشگاه ادیان و مذاهب و عضو  شورای عالی سازمان فرهنگ و ارتباطات اسلامی می‌باشد. 
این دانشگاه تنها دانشگاهی است که رشته و گرایش‌های حقوق و فقه مقارن را به‌صورت تطبیقی ارائه می‌دهد که میزبان دانشجویان تمام مذاهب اسلامی از دیگر کشورها نیز هست، همچنین کلاس‌ها در این دانشگاه از استادان برجسته تمام مذاهب اسلامی (شیعه و اهل سنت) و استادان نمونه حقوق برگزار می‌شود.

## اهداف دانشگاه
- تألیف و تقریب بیشتر بین پیروان مذاهب اسلامی و غنابخشی پژوهش‌های اسلامی.
- فعالیت در زمینهٔ پرورش دانشوران و پژوهشگران ورزیده در علوم و معارف اسلامی از قبیل فقه تطبیقی، تفسیر، حدیث، کلام، عقاید، عرفان و فلسفه، تاریخ اسلام، و ادیان و مذاهب.
- فعالیت در زمینهٔ تربیت متخصصان دینی برای داخل و خارج از ایران در مذاهب اسلامی.
- فعالیت در زمینهٔ تربیت دبیر و مدرس معارف اسلامی، وکیل و قاضی شایسته.
- پرورش کارشناسان آگاه به امور تبلیغی و فرهنگی داخل و خارج ایران.[۱]

## هیئت امنای دانشگاه
هیئت امنای دانشگاه شامل:
1. رئیس‌جمهوری اسلامی ایران یا نماینده وی.
2. دبیرکل مجمع جهانی تقریب مذاهب اسلامی که رئیس هیئت امنا است.
3. وزیر علوم، تحقیقات و فناوری جمهوری اسلامی ایران یا نماینده وی.
4. وزیر آموزش و پرورش جمهوری اسلامی ایران یا نماینده وی.
5. وزیر فرهنگ و ارشاد اسلامی جمهوری اسلامی ایران یا نماینده وی.
6. رئیس دانشگاه مذاهب اسلامی
7. سه نفر از اعضای هیئت علمی یا شخصیت‌های فرهنگی.

## دانشکده‌ها و رشته‌های آموزشی

### دانشکدهفقهوحقوقمذاهب اسلامی
واحد مرکزی در استان تهران و شعب استانی در:استان کردستان، بندر عباس، سیستان و بلوچستان، گلستان و… می‌باشد.
دوره کارشناسی:
- فقه و حقوق امامیه
- فقه و حقوق شافعی
- فقه وحقوق حنفی

دوره کارشناسی ارشد:
- فقه مقارن وحقوق خصوصی
- فقه مقارن و حقوق عمومی
- فقه مقارن و حقوق جزا

دوره دکتری:
- فقه و مبانی حقوق اسلامی

### دانشکده قرآن و حدیث
دوره کارشناسی:
- علوم قرآن و حدیث
- تاریخ اسلام
- زبان   و ادبیات عرب

دوره کارشناسی ارشد:
- علوم قرآن و حدیث
- تاریخ اسلام

در دوره دکتری:
- علوم قرآن و حدیث
- تاریخ اسلام

### دانشکده فلسفه، کلام و عرفان اسلامی
دوره کارشناسی:
- فلسفه و عرفان اسلامی
- ادیان و مذاهب اسلامی

دوره کارشناسی ارشد:
- فلسفه اسلامی
- ادیان ابراهیمی
- عرفان اسلامی[۲]

## نشریات دانشگاه
- دو فصلنامه علمی پژوهشی فقه مقارن (به زبان‌های عربی و فارسی)
- فصلنامه عدل انجمن علمی فقه و حقوق؛ مدیر مسئول پیام عزیز، سر دبیر امیرحسین جدیدی
- فصلنامه علمی ترویجی مطالعات تقریبی (فروغ وحدت)[۳]
- فصلنامه علمی تخصصی مطالعات رسانه و امت
- نشریهٔ بصیر

(ماهنامهٔ بسیج دانشجویی دانشگاه مذاهب اسلامی)

## نشست‌ها و فراهمایی‌ها
- برگزاری «فراهمایی بین‌المللی علوم دینی و مبارزه با افراطی‌گری» با همکاری دانشگاه بغداد و به میزبانی دانشگاه پیام نور استان گلستان.[۴]

## مرتبط
- مجمع جهانی تقریب مذاهب اسلامی
- دارالتقریب بین المذاهب الاسلامیة
- عبدالکریم بی‌آزار شیرازی
- احمد مبلغی
- محسن اراکی
- محمدحسین مختاری
- حمید شهریاری